# Лазар Гълъбов
Лазар Иванов Гълъбов е български общественик, политик и революционер, деец на Вътрешната македоно-одринска революционна организация.

## Биография
Роден е в 1879 година в Банско, тогава в Османската империя. Включва се в освободителното движение на българите в Македония и е четник при Йонко Вапцаров. В 1908 година е избран за депутат в XIV обикновено народно събрание.
След освобождението на Банско от османска власт в 1912 година Лазар Гълъбов взима дейно участие в изграждането на Банско. За първи кмет (председател на общинската комисия) е избран Асен Иванов Тодев, а членове на комисията са Лазар Гълъбов и Марко Ковачев. Гълъбов заема длъжността на заместник-кмет до 1923 година.
След това два мандата е кмет на Банско. По времето на управлението на Гълъбов е построен ВЕЦ на река Глазне за електрифициране на Банско и производство на електроенергия, както и сградата на градското училище. Умира в 1929 година.